# 雷逵
雷逵（？—？），字時漸，江西南昌府豐城縣人，民籍，明朝政治人物。

## 生平
嘉靖十九年（1540年）庚子科江西鄉試第十一名舉人。嘉靖二十年（1541年）中式辛丑科會試第二百三十八名，登第三甲第六十六名進士。历官山东按察司副使、湖廣布政使司右參政，四十一年二月升山东按察使，轉山西右布政使。

## 家族
曾祖雷遂洪；祖父雷天徤；父雷裕，國子監助教。母陳氏。